# Вилковий хрест

Вилковий хрест

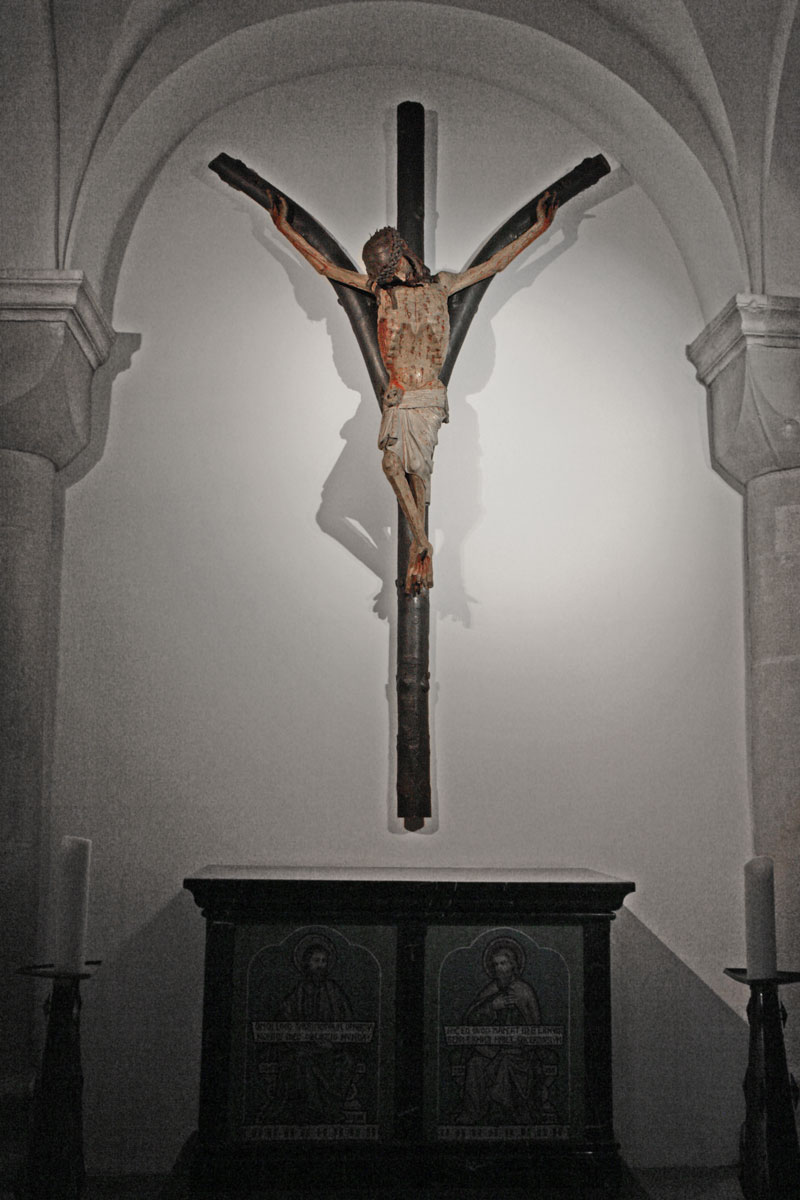
Вилковий хрест у Капітолії Богоматері, Кельн

Вилковий хрест - готичний хрест у формі літери Y, який також відомий як розп'яття долорос, фурка, хрест іпсілон, хрест Y, хрест грабіжника або злодійський хрест.
Згідно з останніми дослідженнями, вилковий хрест виник під впливом містиків в кінці ХІІІ або на початку XVI століття і особливо набув поширення в Німецькому Рейнланді, де його ще називають Габелькреузом («вилковий хрест»), Mystikerkruzifix («містичний» хрест"), Габелкрузіфікс (" вила розп'яття "), Шехкрекреуз («хрест розбійника») або Песткреуз (« умовий хрест»).

## Опис
Вважається, що роздвоєний хрест являє собою дерево, а точніше - Дерево Знань, яке принесло гріх у світ. Однак гріх був переможений стражданнями Ісуса на хресті на Голгофі . 
Типовим для містичних розп’ятостей є тіло Христа, що висить на вилці у формі Y, голова опускається низько над грудьми, рот викривлений болем, а очі сповнені сліз. Його вузькі жилаві руки витягнуті більше вгору, ніж набік, його тонке тіло сильно зігнуте і глибоко затонуте нижче грудної кістки, з помітними виступаючими ребрами і раною від списа в боці. Пальці рук і пальці ніг розведені і спазматично зігнуті. Загальне враження від намальованої фігури повинно було бути настільки жахливим, що віруючих буде пронизувати страх і жах. Зафіксовано, що в 1306 р. Єпископ Лондона з цієї причини зняв містичне розп'яття. 

## Поява

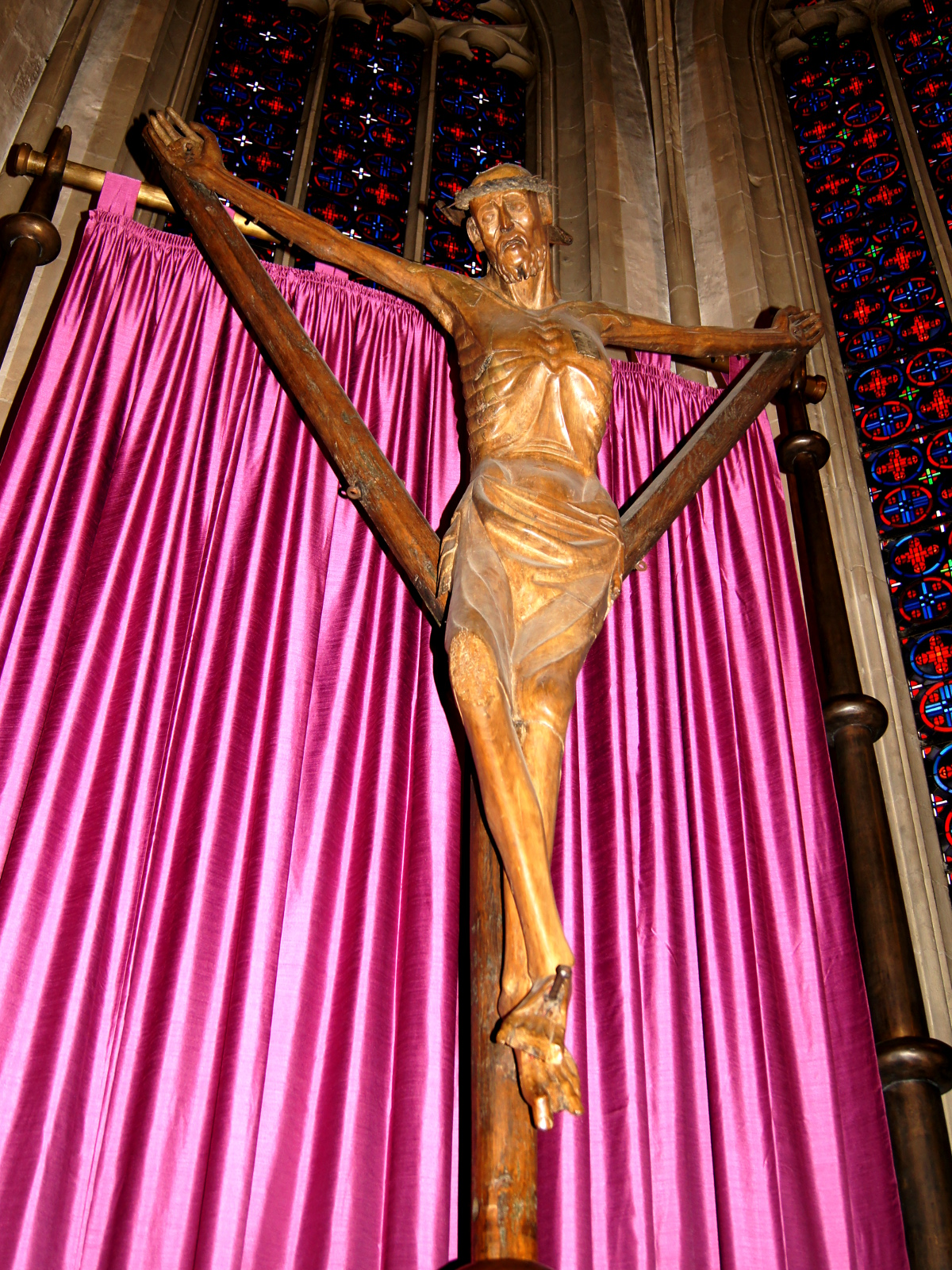
Хрест Коесфельда

Релігійні течії XIII-XIV століття розвинулися під впливом містицизму благочестя, зосередженого на Страсті Христа, що виразилось у цій образній формі, що зображала страждання Ісуса особливо графічно. В історії мистецтва став застосовуватися технічний термін crucifixus dolorosus - термін, введений Гезо де Франковичем. Готичні пристрасні розп'яття часто використовують вилкові хрести, але не у всіх випадках. Досить багато висить на латинських хрестах. Але вони майже завжди у формі гілок, які нагадують Дерево життя. Вищезгаданий термін "чумний хрест" (Pestkreuz ) вводить в оману, оскільки crucifixi dolorosi з'явився незабаром після 1300 року, тобто до спалаху великої чуми в Західній Європі. Про їх первісну функцію відомо мало. Безперечно, це те, що Коесфельдський хрест вже був проведений через місто під час процесій з самого початку. Багато вилкових хрестів зустрічаються в місцях, керованих орденами домініканців та францисканців, особливо в Італії. 
Ще до контрреформації люди почали вшановувати хрести у багатьох місцях особливою ходою. Часто обидва злодії з’являться на роздвоєному хресті, тоді як Ісуса зображено, що висить на прямому рамені. Звідси альтернативна назва «розбійний хрест» або «злодійський хрест» (Schächerkreuz). 

## Поширення
Роздвоєний хрест у церкві Святої Марії на Капітолії в Кельні довгий час вважався найстарішим вилковим розп'яттям. Реставраційні роботи виявили, однак, що це не був оригінальний прототип для всіх роздвоєних хрестів, але це розп'яття, можливо, було каталізатором популяризації цього типу хреста в Рейнському краї. 
Хрест у Богородиці на Капітолії був вирізаний у XIV столітті (до 1312 року). Реставраційні роботи в останні роки виявили більшу частину другого живопису пізньосередньовічної культури (Цвайтфассунг). Невеликі зрізи експонованої першої картини виявили дивовижну схожість з оригінальним фарбою фарби Бохольтового хреста, що вкотре видно з 1967 року, який використовував Кельнський хрест як прототип, хоча були використані різні скульптори. 
Розп'яття долорос з Марії в Капітолії має дуже мало подібності із стилем рейнських та кельнських скульпторів свого часу; це, мабуть, є особливим твором видатної якості. Тому сумнівно, чи цей роздвоєний хрест був створений кельнським різьбярем по дереву. Навіть інші скульптури такого типу в Німеччині, схоже, створені "іноземними" майстрами в порівнянні з місцевим мистецтвом свого конкретного регіону. Вони мали лише обмежене місцеве поширення. З іншого боку, можна визнати мистецькі зв’язки з хрестами в інших країнах. Особливо виразний італійський вплив. Таким чином, можливо, що оригінальні вилкові хрести були завезені на замовлення, або вони були вирізані мандрівними майстрами, тому в розп’ятті в церкві Богородиці на Капітолії може бути використана місцева деревина волоського горіха. 

Ще один ранній приклад цих містичних розп’ятостей - церква Святого Северина в Кельні. Інші, пізніші хрести існують у Халтерні, Бохольті, Боркені та в Сент-Ламберті, Коесфельді. Розп'яття в св. Симона та св. Юди в Торрі (графство Бергхайм), св. Іоанна в Лаге / Рісте (Нижня Саксонія), хрест у церкві святого Петра, Мерциг та розп'яття в римо-католицькій парафіяльній церкві св. Іоанн Хреститель в Kendenich ( Hürth ) також відноситься до цієї групи. 

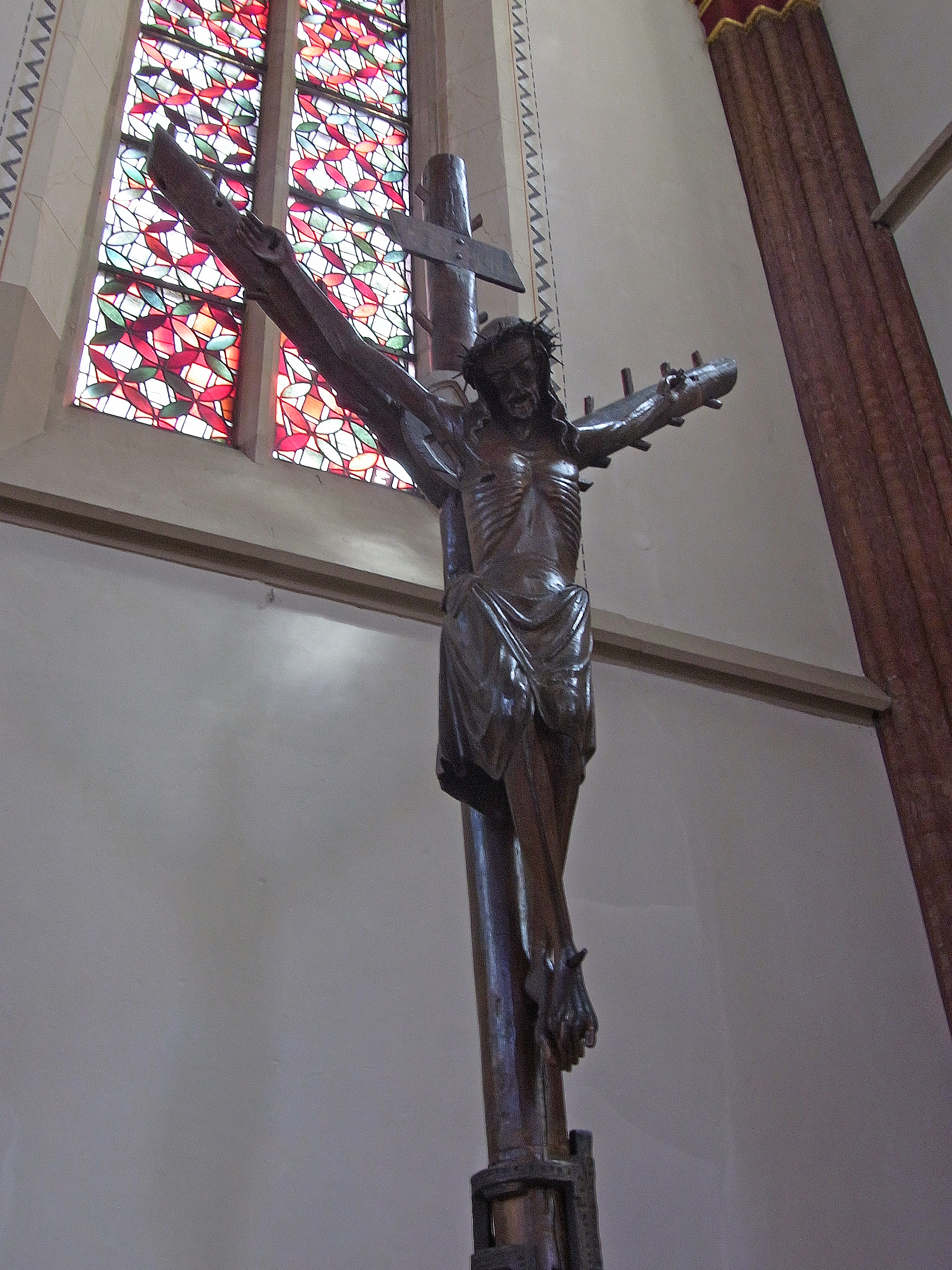
Халтерний хрест
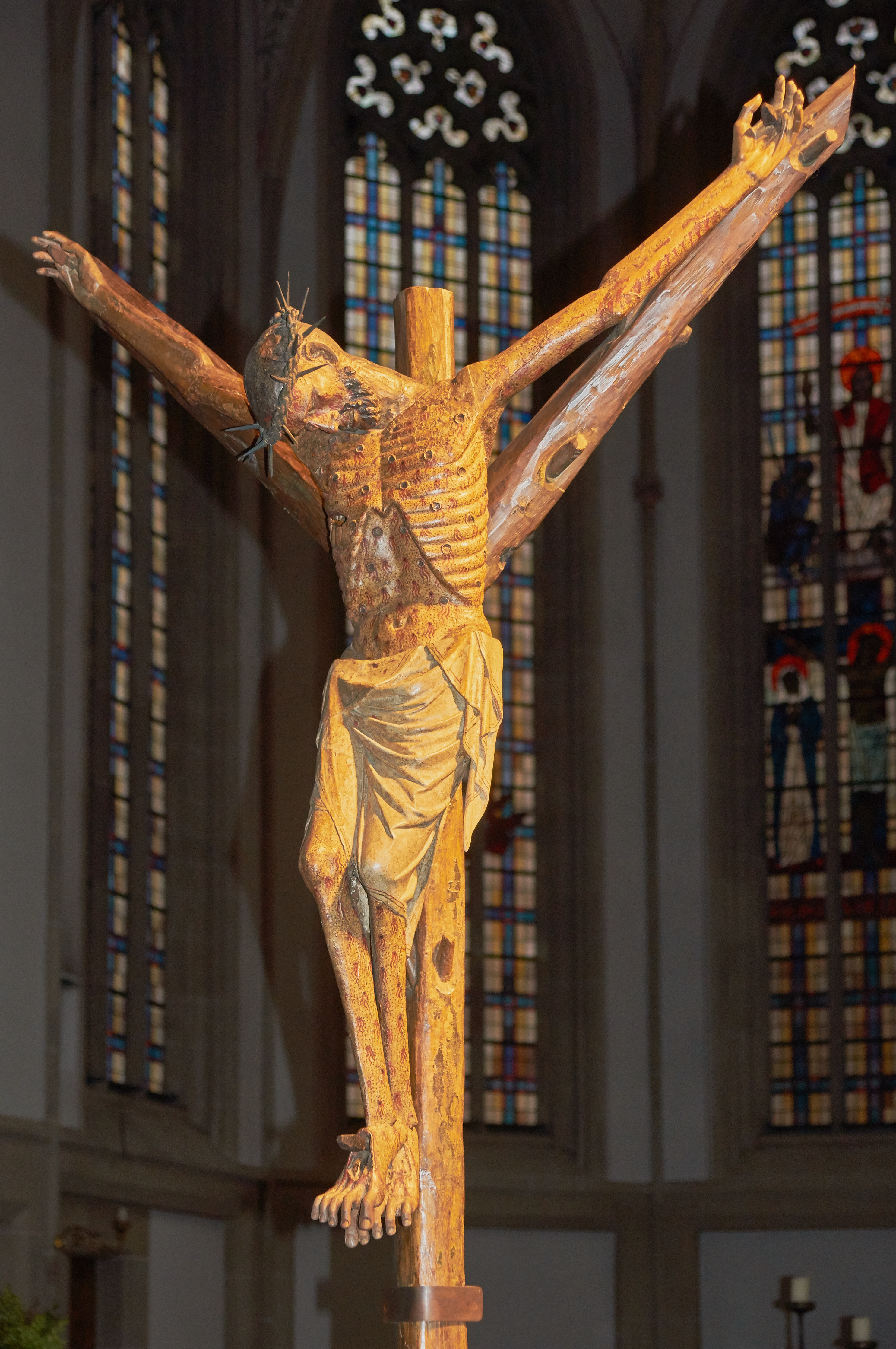
Хрест Бохольта.

 Ці види розп’яття також зустрічаються, хоча і в набагато меншій кількості, в інших європейських країнах, не лише в Італії, але також у Швейцарії, у Верхній Австрії та Іспанії. 

## Геральдика

"Пал"

У геральдиці вилковий хрест використовується як гербова фігура, рамена якого виходять у формі виделки, до верхнього краю щита. Якщо хрест торкається країв щита, він називається стовпом. Інакше він відомий як шейкфорк.

## Зовнішні посилання
- Пізно-готичні пристрасті розп'яття - роздвоєний хрест у Св. Марії в Капітолії в Кельні [Архівовано 20 вересня 2020 у Wayback Machine.]